# Daphnis (księżyc)
Daphnis (Saturn XXXV) – jeden z małych wewnętrznych księżyców Saturna, odkryty przez sondę Cassini. Krąży w obrębie pierścienia A, w obrębie przerwy Keelera.
Jego nazwa pochodzi z mitologii greckiej. Dafnis – syn Hermesa i brat Pana – był pasterzem, który zasłynął z gry na fletni Pana i tworzenia utworów sielankowych.

## Charakterystyka

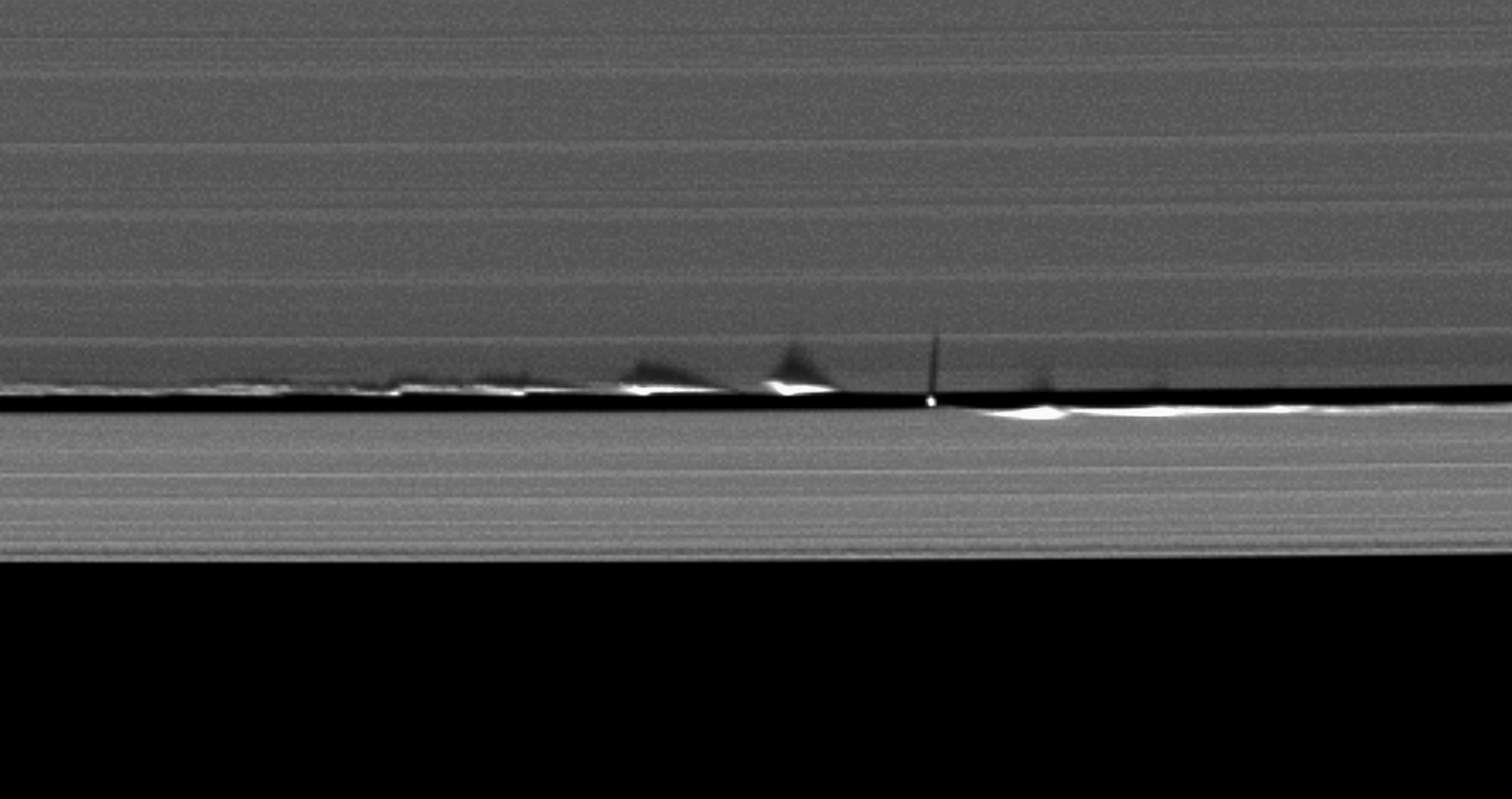
Przyciąganie Daphnisa powoduje powstanie fal na brzegach przerwy Keelera. Zdjęcie wykonane podczas równonocy ukazuje cienie, rzucane przez księżyc i fale.

Daphnis jest trzecim najbliższym planety księżycem, po Panie i S/2009 S 1. Jego grawitacja odpowiada za istnienie szczeliny w pierścieniu A, jaką jest przerwa Keelera. Ma także wpływ na jej strukturę – przyciąganie księżyca powoduje powstanie fal gęstości na obu krawędziach przerwy; ich obserwacja poprzedziła odkrycie samego księżyca. Fale wznoszą się ponad płaszczyznę pierścienia, co uwidoczniły zdjęcia wykonane przez sondę Cassini w czasie równonocy na Saturnie.